# Brandnetelvulkaantje
Het brandnetelvulkaantje (Leptosphaeria acuta) is een schimmel uit de familie Leptosphaeriaceae. Het groeit vooral in het voorjaar op oude stengels van brandnetels (Urtica). De zwarte vruchtlichamen die met een loep goed zijn waar te nemen lijken op 'mini-vulkaantjes'.

## Kenmerken
Hij produceert zwarte, bolvormige tot subbolvormige ascocarpen die dichtbij elkaar of verspreid voorkomen. Deze structuren zijn vaak oppervlakkig of doorbrekend en hebben een diameter van 150 tot 200 µm. Indien aanwezig, heeft de nek van de ascocarpen een papillaire vorm. De asci zijn clavaat tot cilindrisch, 8-sporig, kort gesteeld, en hebben een dikke wand en meten 100-190 x 10-30 µm. De ascosporen zijn fusiform, recht of gebogen, aanvankelijk hyaliene maar worden geel of bruinig bij volwassenheid. Ze bestaan uit 8-10 cellen en zijn niet of slechts licht ingesnoerd bij de septa, met afmetingen variërend van 36-50 (58) x 5-7 µm.

## Verspreiding
In Nederland komt hij zeer algemeen voor. Hij is niet bedreigd en staat niet op de rode lijst. 

## Foto's

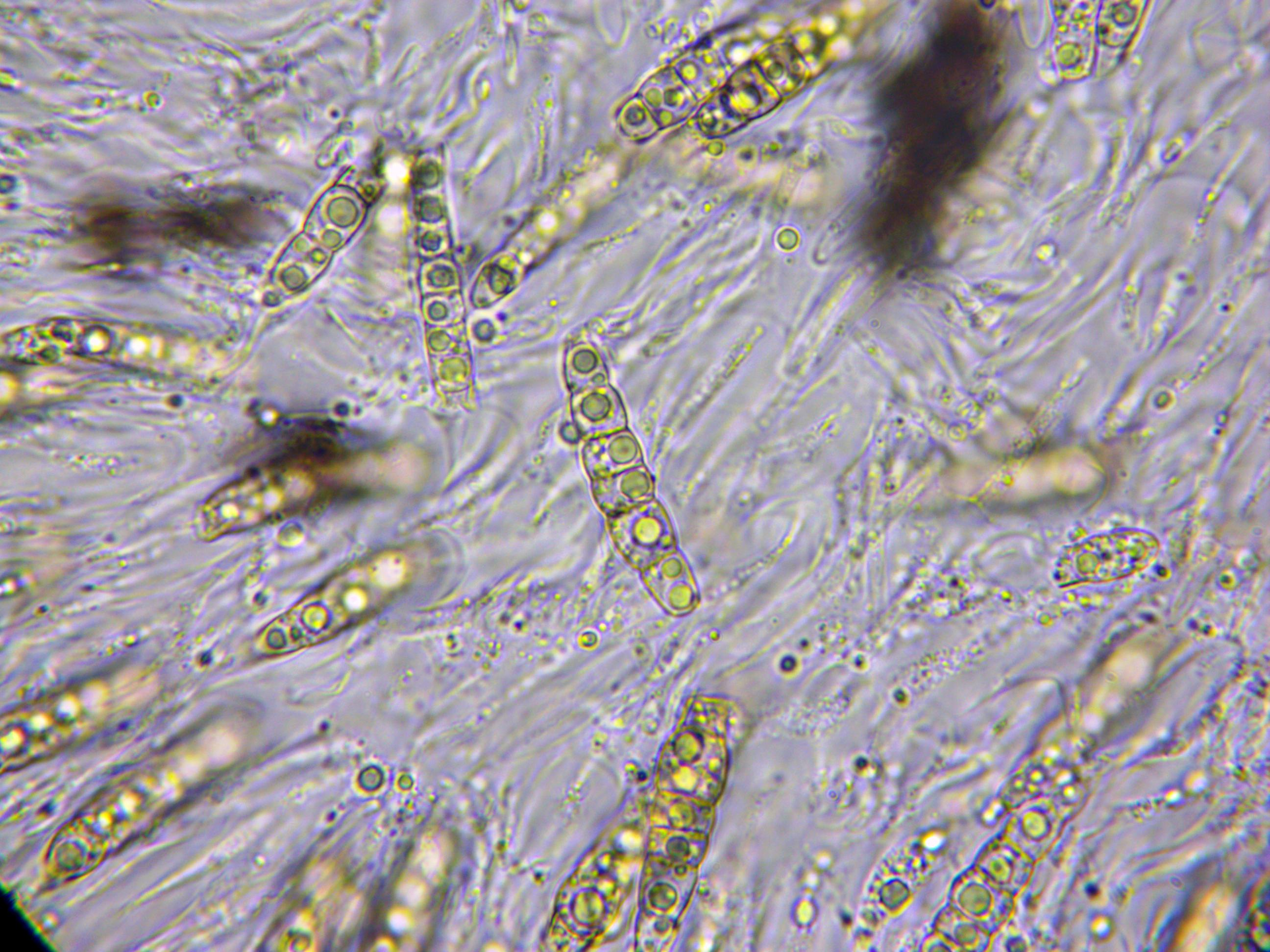
Sporen